# Timonius multinervis
Timonius multinervis är en måreväxtart som beskrevs av Theodoric Valeton. Timonius multinervis ingår i släktet Timonius och familjen måreväxter. Inga underarter finns listade i Catalogue of Life.